# Stazione di Scala di Giocca
Stazione di Scala di Giocca vasútállomás Olaszországban, Szardínia régióban, Muros településen.

## Vasútvonalak
Az állomást az alábbi vasútvonalak érintik:
- Ozieri Chilivani–Porto Torres Marittima-vasútvonal

## Kapcsolódó állomások
A vasútállomáshoz az alábbi állomások vannak a legközelebb: 
- Stazione di Tissi-Usini
- Stazione di Campomela